# Kamienica przy ulicy Mickiewicza 10 w Katowicach
Kamienica przy ulicy Adama Mickiewicza 10 w Katowicach – kamienica mieszkalno-handlowa, położona w Śródmieściu Katowic przy ulicy A. Mickiewicza 10. 
Budynek wzniesiono w latach 1897–1898 według projektu Ludwiga Goldsteina w stylu eklektycznym przy ówczesnej Uferstraße. Wzniesiono ją na planie litery „U”, z oficynami tylnymi. Trójskrzydłowa bryła z pozornym ryzalitem na pierwszej i drugiej oraz siódmej i ósmej osi posiada cztery kondygnacje, podpiwniczenie i poddasze oraz dwuspadowy dach. Ryzality zwieńczono ozdobnymi szczytami. Ośmioosiową elewację frontową ukształtowano symetrycznie. Pierwotnie boniowany parter przebudowano. Na osi kamienicy znajduje się półkolisty portal zamykający. Elewacja wyższych kondygnacji była licowana kolorową cegłą, ułożoną w poziome pasy i dekoracyjne wzory. Detal architektoniczny jest tynkowany. Kondygnacje oddzielono pasami gzymsów, wypełnionymi dekoracjami. W pasie nad pierwszą kondygnacją są to tralki umieszczone pod oknami, nad drugą kondygnacją – podobnie umiejscowione płyciny, wypełnione dekoracjami o motywach florystycznych, nad trzecią kondygnacją – gzyms wypełniają regularnie rozmieszczone płyciny. Okna prostokątne zwieńczono dekoracyjnymi ceglanymi łukami. Na drugiej i trzeciej kondygnacji istnieją łuki odcinkowe, na czwartej – pełne. W ryzalitach flankowanych boniowanymi lizenami umieszczono balkony z ozdobną kutą balustradą. Okna facjatek na szczytach ryzalitów zamknięto łukiem pełnym. We wnętrzu zachowały się drewniane dwubiegowe schody oraz oryginalna stolarka drzwiowa.
W latach międzywojennych w budynku miała swoje przedstawicielstwo spółdzielnia  „Kooperacja Rolna”; działała tu także kawiarnia/cukiernia „Wiedeńska”. W 2011 roku budynku mieściła się apteka, bank oraz sklep z artykułami papierniczymi.